# Politischer Sprecher (Dänemark)
In Dänemark ist ein politischer Sprecher (dänisch politisk ordfører) Mitglied einer parlamentarischen Versammlung (z. B. des Folketing), der Vorschläge und Beurteilungen seiner Fraktion verkündet und offiziell vertritt. Dabei agiert er sowohl im Plenum, in Ausschüssen als auch in den Medien. Dem politischen Sprecher obliegt vorrangig die Außenkommunikation. Er wird daher regelmäßig in kritischen Situationen seiner Partei um Schadensbegrenzung in der Öffentlichkeit bemüht sein, positive Formulierungen lancieren und für die politische Linie der Partei werben.
Im Unterschied dazu organisiert der Fraktionsvorsitzende (gruppeformand) die täglichen Fraktionsgeschäfte, bereitet Fraktionssitzungen vor und informiert die Vorstände der übrigen Fraktionen über Inhalte und Ergebnisse dieser Sitzungen. Er sollte um ein einheitliches und politisch konsistentes Abstimmungsverhalten seiner Fraktionsmitglieder bemüht sein.
In Ausnahmefällen kann ein Spitzenpolitiker auch mit beiden Posten betraut werden. Hierfür können sehr unterschiedliche Motive ausschlaggebend sein.
Seit 2022 benennt die Fraktion von Radikale Venstre keinen politischen Sprecher; dessen Aufgaben nimmt in der Regel der Parteichef (politisk leder) wahr.

## Politische Sprecher im Folketing
| Partei                      | Politischer Sprecher (Stand: 9. Juli 2025) | weitere Funktionen |
| --------------------------- | ------------------------------------------ | ------------------ |
| Socialdemokraterne          | Christian Rabjerg Madsen                   |                    |
| Venstre                     | Jan Jørgensen                              |                    |
| Socialistisk Folkeparti     | Signe Munk                                 |                    |
| Liberal Alliance            | Sólbjørg Jakobsen                          |                    |
| Moderaterne                 | Mohammad Rona                              |                    |
| Danmarksdemokraterne        | Susie Jessen                               |                    |
| Det Konservative Folkeparti | Mette Abildgaard                           |                    |
| Enhedslisten                | Pelle Dragsted                             |                    |
| Dansk Folkeparti            | Morten Messerschmidt                       | Parteivorsitzender |
| Alternativet                | Torsten Gejl                               |                    |